# Henryk Malinowski (komunista)
Henryk Malinowski, właśc. Chaim Roth (ur. 26 maja 1911 we Włocławku, zm. 8 marca 1970 w Warszawie) – polski działacz komunistyczny, publicysta.

## Życiorys
Pochodził z rodziny drobnomieszczańskiej. Po ukończeniu gimnazjum, z uwagi na trudne warunki materialne, nie mógł podjąć studiów. Przez pewien czas pracował w szkolnictwie. Jednakże ze względu na swoje lewicowe poglądy rychło stracił pracę. W 1930 roku wstąpił do KPP, czynnie włączając się w nurt życia partii. Jako funkcjonariusz KPP w latach 1932-1938 działał na obszarze Płocka. Był m.in. członkiem Komitetu Okręgowego KPP w Płocku. We wrześniu 1938 został osadzony w Berezie Kartuskiej. Po wybuchu II wojny światowej przedostał się do ZSRR. W sierpniu 1943 roku zgłosił się na ochotnika do 1 Dywizji Wojska Polskiego. Przydzielony został do aparatu polityczno-wychowawczego. Od 1944 roku był członkiem PPR.
Po wyzwoleniu pracował cały czas w aparacie politycznym, zajmując kierownicze stanowiska w wydziałach propagandy. Początkowo na terenie Bydgoszczy, później w Łodzi i w Warszawie. Prowadził także działalność naukową i publicystyczną. Przez wiele lat współpracował z Trybuną Pomorską, Gazetą Zachodnią i Gazetą Pomorską. Zamieszczał liczne artykuły, recenzje i głosy dyskusyjne w Nowych Drogach, Z Pola Walki oraz innych czasopismach, wypowiadając się przede wszystkim na tematy związane z klasowym ruchem robotniczym. Był współautorem zbiorowego Historia polskiego ruchu robotniczego 1864-1964 (Warszawa 1967) oraz autorem prac samodzielnych Program i polityka rolna Komunistycznej Partii Robotniczej Polski 1918-1923 (Warszawa 1954) i Szkice z dziejów klasy robotniczej. Wybrane zagadnienia z lat 1917-1919 (Warszawa 1973).
Autor haseł w Słowniku biograficznym działaczy polskiego ruchu robotniczego.
Zmarł w Warszawie, pochowany na cmentarzu komunalnym.

## Publikacje
- Marks i Engels w walce o partię proletariatu, Warszawa: „Książka i Wiedza” 1955.
- Powstanie i pierwszy okres działalności KPP, Warszawa: „Książka i Wiedza” 1958.
- Program i polityka rolna Komunistycznej Partii Robotniczej Polski : 1918-1923, Warszawa: „Książka i Wiedza” 1964.
- (współautor: Lucjan Kieszczyński), Węzłowe zagadnienia ruchu robotniczego w Polsce w latach kryzysu gospodarczego 1929-1933, Warszawa: Wydział Propagandy i Agitacji KC PZPR 1967.
- II Zjazd Komunistycznej Partii Robotniczej Polski : 19 IX – 2 X 1923, protokoły obrad i uchwały przygot. do dr. i wstęp Gereon Iwański, Henryk Malinowski i Franciszka Świetlikowa, Warszawa: „Książka i Wiedza” 1968.
- Szkice z dziejów klasy robotniczej : wybrane zagadnienia z lat 1917-1919, Warszawa: „Prasa, Książka, Ruch” – „Książka i Wiedza” 1973.